# آرومنلور
آرومنلور یک روستا در منطقه تامیل نادو کشور هند است.

## جمعیت
همان‌طور که در سرشماری سال ۲۰۰۱، کل جمعیت ۵۴۰ نفر با ۲۵۹ مرد و ۲۸۱ زن بودند. نسبت جنسی ۱۰۸۵. نرخ سواد ۶۴٫۷۲ شده بود.